# 830년

## 연호
- 당(唐) 대화(大和) 4년
- 일본(日本) 덴초(天長) 6년

## 기년
- 당(唐) 문종(文宗) 4년
- 신라(新羅) 흥덕왕(興德王) 5년
- 발해(渤海) 선왕(宣王) 13년 / 대이진(大彝震) 원년

## 사건
- 발해, 선왕이 손자 대이진에게 왕의 자리 물려 주고 세상을 떠남.
- 대이진 왕의 자리에 오름. 연호는 함화로 정함.

## 탄생
- 노보고로트 왕국 건설자 류리크
- 바이에른의 카를만, 바이에른 공작 겸 이탈리아 국왕.

## 사망
- 발해(渤海)의 10대 태왕(太王) 선왕 대인수 (宣王 大仁秀)
- 발해(渤海)의 황후(皇后) 순목황후 (順穆皇后)